# ويب حيوي
الويب الحيوي هو مفهوم يدل على الأجهزة الحيوية المتوفرة على شبكة حاسوبية (مثل الأشجار ،النباتات والأزهار)، التي تمتد لتكون أشياء محسوسة شديدة الترابط إلى أشياء حية مترابطة لأجهزة الطبيعة الحسية. توفر أجهزة الويب الحيوي نظرة عميقة للمعطيات البيئية في الزمن الحقيقي وبتغذية رجعية تتم إجراء التغييرات في البيئة الطبيعية .وليس التنوع الحيوي في هذه الأيام إلا أحد فوائد للتشبيك المتناغم لتبادل المعلومات ،والموارد البشرية يجب أن تكون قادرة على الوصول للشبكة والتعامل معها لزيادة الفهم لحالة البيئة في عالمنا.

## التقنية
تقنيات المعلومات في الويب الحيوي تأتي من الحقول المتداخلة لكل من التقانة الحيوية وتقانة الصغائر.أنظمة قراءة البيئة الفردية يمكن أن تكون إما أجهزة إرسال لاسلكية مبنية في البنية الخلوية العضوية في البذور، أو عقد شبكة خارجية مع غمكانية قراءة المعطيات وإرسالها لاسلكياً إلى الشبكة. مثلاً في النظام النباتي فإن إرسال المعلومات يتم بأجهزة ترسل المعلومات إلى تويتر الذي يقوم بدوره بتحويل المعلومات إلى رسالة نصية ويرسلها.

## وصلات خارجية
- Cellbiol.com: The Bio-Web
- Mrs. King's BioWeb
- The BioWeb and BioNews Search Engines
- Botanicalls